# Gianmaria Bruni
Gianmaria Bruni (Roma, Italia; 30 de mayo de 1981) es un piloto italiano de automovilismo de velocidad, que se ha destacado en gran turismos como piloto oficial de Ferrari. Obtuvo títulos en el Campeonato FIA GT 2008, la Le Mans Series 2011, el Open Internacional de GT 2012, y el Campeonato Mundial de Resistencia 2013, además de un subcampeonato en la American Le Mans Series 2010, así como victorias de clase en las 24 Horas de Le Mans 2008, 2012 y 2014, las 12 Horas de Sebring 2010, Petit Le Mans 2011 y las 24 Horas de Spa 2008, entre otras competiciones de gran turismos.

## Monoplazas y sport prototipos
Después de haber competido de manera amateur en karting, Bruni participó de la Fórmula Renault Campus Italiana en 1997 y 1998, resultando campeón en su segundo intento, y se coronó campeón de la Fórmula Renault 2.0 Europea en 1999. Luego pasó a competir en la Fórmula 3 Británica, donde quedó quinto en 2000 y cuarto en 2001; también en 2001 fue cuarto en el Masters de Fórmula 3. En 2002 disputó la Fórmula 3000 Europea y el Campeonato de la FIA de Sport Prototipos.
Bruni ganó tres carreras de la Fórmula 3000 Europea en 2003, lo que le valió que el equipo Minardi de Fórmula 1 lo fichara como piloto de pruebas para las cinco fechas finales de esa temporada. En 2004 logró culminar su ascenso al disputar todo el campeonato de Fórmula 1 con Minardi, en el cual tuvo tres 14.º lugares como mejores resultado y no sumó ningún punto contra un octavo, un noveno y un décimo de su compañero de equipo, Zsolt Baumgartner. Bruni bajó un escalón a la GP2 Series en 2005 y 2006, donde quedó décimo y séptimo en el campeonato respectivamente con tres victorias en total.

## Gran turismos
Sin lograr volver a la Fórmula 1, Bruni pasó a competir en gran turismos. En 2007, él y Stéphane Ortelli, su compañero de butaca, ganaron tres carreras de la clase GT2 del Campeonato FIA GT con una Ferrari F430 y fueron subcampeones de pilotos, por detrás de sus compañeros de equipo en AF Corse, ayudando a obtener el título de equipos de la clase GT2. Bruni también disputó cuatro fechas de la American Le Mans Series, también con una Ferrari F430 de la clase GT2 pero del equipo Risi, resultando segundo, tercero y cuatro en su clase en tres de ellas, y fue ganador de la clase GT2 de los 1000 km de Silverstone de la Le Mans Series con otra F430 del equipo Virgo.
En 2008, Bruni mantuvo un programa similar corriendo para Ferrari en la clase GT2. Fue campeón en el Campeonato FIA GT junto con su compañero de butaca, Toni Vilander, con cinco victorias en diez fechas, y su equipo AF Corse también se llevó el título de pilotos; abandonó en las 12 Horas de Sebring de la American Le Mans Series y ganó en las 24 Horas de Le Mans corriendo para Risi; y ganó tres de las carreras de la Le Mans Series que disputó para Virgo, ayudando a la coronación de ese equipo.
Bruni fue subcampeón de pilotos 2009 de la clase GT2 del Campeonato FIA GT y de la Le Mans Series para AF Corse y JMW respectivamente, con tres y dos victorias y con una diferencia de dos y un puntos con el campeón. AF Corse logró el título de equipos, no así JMW, que quedó segundo. También fue segundo en la clase GT2 en las 12 Horas de Sebring y sexto en las 24 Horas de Le Mans con un equipo italo-argentino, siempre con Ferrari.
Con la desaparición de la clase GT2 del Campeonato FIA GT en 2010, Bruni se mudó a Estados Unidos para disputar por completo la American Le Mans Series con Risi, acompañado de Jaime Melo Jr. Ganó tres de las nueve fechas (incluyendo las 12 Horas de Sebring) y fue segundo en el campeonato de pilotos, en tanto que Risi quedó tercero en el de equipos. Con ese equipo, abandonó en las 24 Horas de Le Mans. También corrió con Melo Jr. para AF Corse en numerosas competencias de la clase GT2. Ganó dos carreras y llegó segundo en otra de las cinco de la Le Mans Series, sin lograr que el equipo ganara el título de equipos. En simultáneo, disputó las 24 Horas de Spa en un esfuerzo conjunto con el equipo Vitaphone, abandonando a mitad de carrera. Además llegó tercero en los 1000 km de Zhuhai, lo que combinado con las victorias en los 1000 km de Silverstone y Petit Le Mans, colaboró en gran medida a que Ferrari ganara el título de marcas de la Copa Intercontinental Le Mans.
En 2011, Toni Vilander reemplazó a Bruni en el equipo Risi de la American Le Mans Series. En cambio, se unió a AF Corse para correr con Giancarlo Fisichella en todas las fechas de la Copa Intercontinental Le Mans y la Le Mans Series, ahora con la nueva Ferrari 458 Italia. De las nueve carreras, ganó Spa-Francorchamps, Silverstone y Petit Le Mans, y llegó segundo en Paul Ricard, Le Mans (acompañado de Toni Vilander) e Imola. De esta manera, Bruni y Fisichella se coronaron campeones de pilotos de GTE Pro de la Le Mans Series, AF Corse canó los títulos de equipos de ambos torneos, y Ferrari el de constructores de la Copa Intercontinental Le Mans.
Bruni siguió pilotando una Ferrari 458 Italia del equipo AF Corse en la clase GTE-Pro en 2012, ahora en el nuevo Campeonato Mundial de Resistencia. Logró el primer lugar en las 24 Horas de con sus coequiperos, Vilander y Fisichella, Silverstone y San Pablo, además de dos segundos puestos en Spa-Francorchamps y Fuji. Por tanto, ayudó a lograr los títulos de equipos y constructores. Por otra parte, fue campeón absoluto y de la clase Super GT del Open Internacional de GT junto con Federico Leo, también con una Ferrari 458 GTE. Además, disputó la fecha de Paul Ricard de la European Le Mans Series con un Oreca-Nissan de Pecom junto a Pierre Kaffer y Luis Pérez Companc, y las 24 Horas de Daytona con una Ferrari 458 de Risi junto a Fisichella y Raphael Matos.
En 2013, el italiano logró tres victorias y dos segundos puestos con AF Corse en el Campeonato Mundial de Resistencia, generalmente junto a Fisichella. Por tanto, logró los títulos de pilotos y marcas de GTE, y de equipos de GTE-Pro. Además, llegó segundo en las 12 Horas de Sebring con una Ferrari 458 de Risi, acompañando a los titulares Olivier Beretta y Matteo Malucelli.
Bruni juntó con Vilander se llevaron el título de pilotos de gran turismos en el Campeonato Mundial de Resistencia de 2014 con cuatro victorias de clase en Spa-Francorchamps, Le Mans, Fuji y Sakhir. También, el italiano participó de las dos primeras fechas de la United SportsCar Championship en las 24 Horas de Daytona y las 12 Horas de Sebring con Risi, abandonando en ambas.
En el Campeonato Mundial de Resistencia 2015, Bruni obtuvo dos victorias, dos segundos puestos y dos cuartos junto a Vilander en una Ferrari 458 de AF Corse. Por tanto, fue subcampeón de pilotos y equipos. En 2016, Bruni obtuvo una victoria y siete podios junto con James Calado en una Ferrari 488, que de esta manera terminó quinto el campeonato de pilotos GT, mientras que Ferrari ganó el título de marcas.

## Resultados

### Fórmula 1
(Clave) (negrita indica pole position) (cursiva indica vuelta rápida)

| Año  | Escudería                 | 1       | 2      | 3      | 4       | 5       | 6       | 7      | 8       | 9       | 10     | 11     | 12     | 13     | 14      | 15      | 16      | 17     | 18     | Pos. | Puntos |
| ---- | ------------------------- | ------- | ------ | ------ | ------- | ------- | ------- | ------ | ------- | ------- | ------ | ------ | ------ | ------ | ------- | ------- | ------- | ------ | ------ | ---- | ------ |
| 2003 | European Minardi Cosworth | AUS     | MYS    | BRA    | SMR     | ESP     | AUT     |        |         |         |        |        |        |        |         |         |         |        |        |      |        |
| 2003 | Trust Minardi Cosworth    |         |        |        |         |         |         | MON    | CAN     | EUR     | FRA    | GBR    | GER TD | HUN TD | ITA TD  | USA TD  | JPN TD  |        |        |      |        |
| 2004 | Wilux Minardi Cosworth    | AUS Ret | MYS 14 | BHR 17 | SMR Ret | ESP Ret | MON Ret | EUR 14 | CAN Ret | USA Ret | FRA 18 | GBR 16 | GER 17 |        |         |         |         |        |        | 25.º | 0      |
| 2004 | Minardi Cosworth          |         |        |        |         |         |         |        |         |         |        |        |        | HUN 14 | BEL Ret | ITA Ret | CHN Ret | JPN 16 | BRA 17 | 25.º | 0      |

### GP2 Series
(Clave) (negrita indica pole position) (cursiva indica vuelta rápida puntuable)

| Año  | Escudería         | 1   | 1   | 2   | 2   | 3   | 3   | 4   | 4   | 5   | 5   | 6   | 6   | 7   | 7   | 8   | 8   | 9   | 9   | 10  | 10  | 11  | 11  | 12  | 12  | Pos. | Puntos | Ref.  |
| ---- | ----------------- | --- | --- | --- | --- | --- | --- | --- | --- | --- | --- | --- | --- | --- | --- | --- | --- | --- | --- | --- | --- | --- | --- | --- | --- | ---- | ------ | ----- |
| 2005 |                   | IMO | IMO | BAR | BAR | MON | MON | NÜR | NÜR | MAG | MAG | SIL | SIL | HOC | HOC | BUD | BUD | EST | EST | MNZ | MNZ | SPA | SPA | SAK | SAK | 10.º | 35     | [ 3 ] |
| 2005 | Coloni Motorsport | 4   | 4   | 1   | Ret | 2   | 2   | 8   | Ret | 18  | 11  | 7   | 11  | NC  | 14  | 10  | 8   | Ret | 9   |     |     |     |     |     |     | 10.º | 35     | [ 3 ] |
| 2005 | Durango           |     |     |     |     |     |     |     |     |     |     |     |     |     |     |     |     |     |     |     |     | Ret | 16  | Ret | 14  | 10.º | 35     | [ 3 ] |
| 2006 | Trident Racing    | VAL | VAL | IMO | IMO | NÜR | NÜR | BAR | BAR | MON | MON | SIL | SIL | MAG | MAG | HOC | HOC | BUD | BUD | EST | EST | MNZ | MNZ |     |     | 7.º  | 33     | [ 4 ] |
| 2006 | Trident Racing    | 6   | 5   | 1   | Ret | Ret | 16  | Ret | 17  | Ret | Ret | Ret | 15  | Ret | Ret | 1   | 6   | Ret | 8   | Ret | 15  | Ret | 9   |     |     | 7.º  | 33     | [ 4 ] |

### Campeonato Mundial de Resistencia de la FIA
(Clave) (negrita indica pole position) (cursiva indica vuelta rápida)

| Año     | Escudería       | Clase     | Automóvil              | 1   | 2   | 3   | 4   | 5   | 6   | 7   | 8   | 9   | Pos. | Puntos | Ref.   |
| ------- | --------------- | --------- | ---------------------- | --- | --- | --- | --- | --- | --- | --- | --- | --- | ---- | ------ | ------ |
| 2012    | AF Corse        | LMGTE Pro | Ferrari 458 Italia GT2 | SEB | SPA | LMS | SIL | SÃO | BHR | FUJ | SHA |     | 62.º | 3      | [ 5 ]  |
| 2012    | AF Corse        | LMGTE Pro | Ferrari 458 Italia GT2 | NC  | 15  | 15  | 18  | 16  |     | 18  | Ret |     | 62.º | 3      | [ 5 ]  |
| 2013    | AF Corse        | LMGTE Pro | Ferrari 458 Italia GT2 | SIL | SPA | LMS | SÃO | COA | FUJ | SHA | BHR |     | 1.º  | 145    | [ 6 ]  |
| 2013    | AF Corse        | LMGTE Pro | Ferrari 458 Italia GT2 | 5   | 1   | 5   | 1   | 2   | 2   | 4   | 1   |     | 1.º  | 145    | [ 6 ]  |
| 2014    | AF Corse        | LMGTE Pro | Ferrari 458 Italia GT2 | SIL | SPA | LMS | COA | FUJ | SHA | BHR | SÃO |     | 1.º  | 168    | [ 7 ]  |
| 2014    | AF Corse        | LMGTE Pro | Ferrari 458 Italia GT2 | 4   | 1   | 1   | 3   | 1   | Ret | 1   | 4   |     | 1.º  | 168    | [ 7 ]  |
| 2015    | AF Corse        | LMGTE Pro | Ferrari 458 Italia GT2 | SIL | SPA | LMS | NÜR | COA | FUJ | SHA | BHR |     | 2.º  | 131.5  | [ 8 ]  |
| 2015    | AF Corse        | LMGTE Pro | Ferrari 458 Italia GT2 | 1   | 4   | 4   | 14  | 7   | 1   | 2   | 2   |     | 2.º  | 131.5  | [ 8 ]  |
| 2016    | AF Corse        | LMGTE Pro | Ferrari 488 GTE        | SIL | SPA | LMS | NÜR | MEX | COA | FUJ | SHA | BHR | 3.º  | 128    | [ 9 ]  |
| 2016    | AF Corse        | LMGTE Pro | Ferrari 488 GTE        | 2   | Ret | Ret | 1   | 2   | 2   | 3   | 3   | 2   | 3.º  | 128    | [ 9 ]  |
| 2018-19 | Porsche GT Team | LMGTE Pro | Porsche 911 RSR        | SPA | LMS | SIL | FUJ | SHA | SEB | SPA | LMS |     | 3.º  | 131    | [ 10 ] |
| 2018-19 | Porsche GT Team | LMGTE Pro | Porsche 911 RSR        | 4   | 2   | DSQ | 5   | 2   | 1   | 8   | 2   |     | 3.º  | 131    | [ 10 ] |
| 2019-20 | Porsche GT Team | LMGTE Pro | Porsche 911 RSR - 19   | SIL | FUJ | SHA | BHR | COA | SPA | LMS | BHR |     | 7.º  | 111    | [ 11 ] |
| 2019-20 | Porsche GT Team | LMGTE Pro | Porsche 911 RSR - 19   | 1   | 6   | 3   | 5   | 8   | 5   | 9   | 2   |     | 7.º  | 111    | [ 11 ] |